# Raul Cortez
Pour les articles homonymes, voir Cortez.
Raul Christiano Machado Cortez, né le 18 août 1932 à São Paulo et mort le 18 juillet 2006 dans la même ville, est un acteur brésilien.

## Biographie
Né le 18 août 1932 à São Paulo, Raul Cortez commence sa carrière dans le cinéma dans le milieu des années 1950. Il joue souvent à la télévision brésilienne.
Il meurt dans sa ville natale le 18 juillet 2006 d'un cancer de l'estomac.

## Filmographie partielle

### Cinéma
- 1986 : Vera de Sergio Toledo

### Télévision
- 1983 :  Moinhos de Vento de Daniel Más